# Globe and Mail c. Canada (Procureur général)
Globe and Mail c. Canada (Procureur général)  est un arrêt de principe de la Cour suprême du Canada rendu en 2010 concernant la protection des sources d'information des journalistes en droit canadien.

## Les faits
À partir de 2000, le journaliste Daniel Leblanc du Globe and Mail enquête sur le scandale des commandites à l'aide d'informations provenant d'une source travaillant vraisemblablement au sein du gouvernement fédéral canadien, surnommée « MaChouette ». Leblanc échangeait avec elle exclusivement par courriel et ne l'a jamais rencontrée en personne durant l'enquête. Il sera félicité par le juge dans son rapport pour « son travail d'enquête exceptionnel ».

### Jugement en cours d'instance lui sommant de communiquer sa source
À la suite du scandale des commandites, lors d'une poursuite du gouvernement fédéral contre le groupe Polygone, l'avocat de la défense a obtenu du juge Jean-François de Grandpré de la Cour supérieure du Québec qu'il somme Leblanc de révéler, le 19 mars 2009, des informations sur MaChouette, sans quoi il pourrait être condamné pour outrage au tribunal, lequel peut mener à un emprisonnement,.
En s'appuyant sur les critères de Wigmore, la Cour supérieure l'oblige à communiquer sa source.
Cette décision a suscité de vives réactions dans le public et les médias canadiens. Une pétition électronique, intitulée Sauvons le journaliste Daniel Leblanc, fut créée.

## Autorisation d'appel et audience en Cour suprême
En mai 2009, la Cour suprême du Canada annonce qu'elle entendra la cause en octobre.
Le 21 octobre 2009, la Cour suprême entend la cause.
L'avocat du Globe and Mail, William Brock, a plaidé que « la collecte d'informations découle du principe de liberté de la presse, et que le recours à des sources anonymes est un élément essentiel de la collecte d'informations ».

## Jugement de la Cour suprême
Le 22 octobre 2010, la Cour suprême rend son jugement.
Le pourvoi relatif au privilège du secret des sources des journalistes est accueilli et elle renvoie l'affaire en Cour supérieure pour un nouvel examen conformément aux motifs du jugement.
Le pourvoi concernant l'interdiction de publication et annule l'ordonnance interdisant la publication de tout renseignement relatif aux négociations.
Elle rejette le pourvoi relatif au désistement en raison de son caractère théorique.

## Motifs du jugement
La Cour suprême considère que le juge de la Cour supérieure n'avait pas suffisamment évalué la situation avant d'ordonner au témoin Daniel Leblanc de répondre aux questions qui pourraient avoir comme effet de lui faire dévoiler l'identité de sa source. En conséquence, la Cour suprême statue que la Cour supérieure devra réexaminer la question et rendre une nouvelle décision sur celle-ci après une application plus rigoureuse des principes en jeu,.
Elle précise que la Cour supérieure du Québec a commis une erreur en exigeant au journaliste de dévoiler l'identité de « 
MaChouette » selon le critère de Wigmore.

## Développements subséquents
La Loi sur la protection des sources journalistiques a été adoptée en 2017 par le législateur fédéral canadien. La Loi sur la protection de la confidentialité des sources journalistiques a été adoptée en 2018 par le législateur provincial québécois.